# Пелія налисткова
Пелія налисткова (Pellia epiphylla) — вид печіночників родини пелієвих (Pelliaceae).

## Поширення
Батьківщиною є Європа, Азія, Північна Америка.
Росте у вологих, захищених місцях на нейтральних або кислих субстратах. Поширений на берегах річок, струмків і канав, а також росте у вологих лісах, болотах і на вологих скелях.

## Характеристика

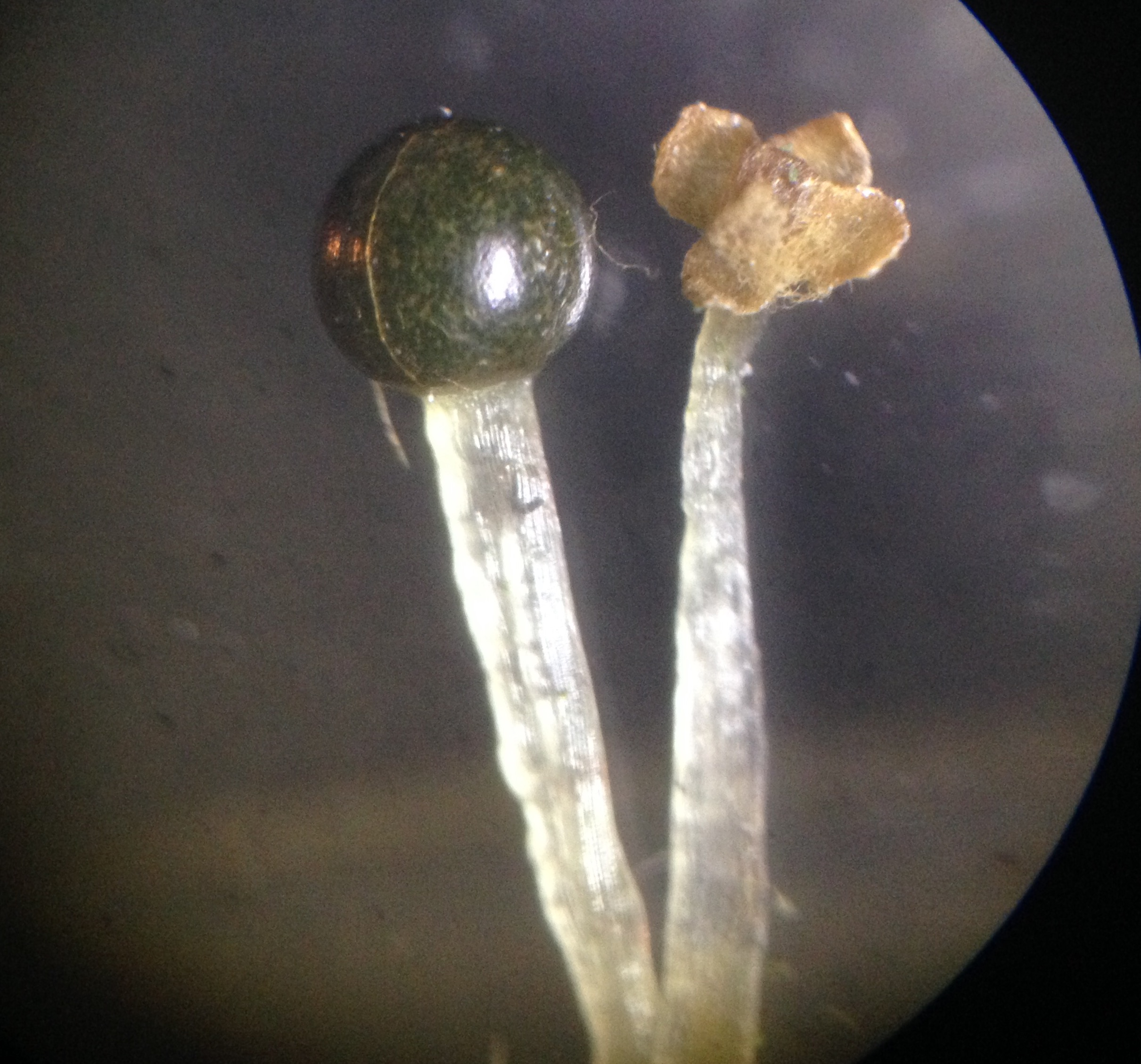
молодий і старий спорофіт

Повзучі таломи від темно-зелених до світло-зелених, у світлих місцях також червонуваті, стрічкоподібні, неправильно роздвоєні, серцеподібні на кінчиках, до 5 сантиметрів завдовжки та приблизно 0.8–1.5 сантиметрів завширшки, з тонкою м'якушем та дещо прозорими на кінчиках краями. Вони прилипають до субстрату ризоїдами нижньою стороною. Широке, нечітко окреслене ребро талому має товщину приблизно від 10 до 15 клітин і злегка випукло знизу. По краю талому клітини подовжені, у 2—4 рази перевищують їх ширину. Зверху та знизу верхівки талому вкриті двоклітинними слизовими волосками. Вид однодомний. Спори дозрівають навесні, вони мають яйцеподібну форму і довжину приблизно від 70 до 150 мкм. Плодоносить мох досить часто.